# سیارک ۵۱۷۳
سیارک ۵۱۷۳ (به انگلیسی: 5173 Stjerneborg، نامگذاری:1988EM1) پنج هزار و صد و هفتاد و سومین سیارک کشف شده‌است که در ۱۳ مارس ۱۹۸۸ کشف شد.
قدر مطلق سیارک برابر ۳۵.۴ است.